# Montemesola
Montemesola is een gemeente in de Italiaanse provincie Tarente (regio Apulië) en telt 4283 inwoners (31-12-2004). De oppervlakte bedraagt 16,2 km², de bevolkingsdichtheid is 264 inwoners per km².

## Demografie
Montemesola telt ongeveer 1510 huishoudens. Het aantal inwoners daalde in de periode 1991-2001 met 3,3% volgens cijfers uit de tienjaarlijkse volkstellingen van ISTAT.
| Jaar | Inwoneraantal |
| ---- | ------------- |
| 1991 | 4422          |
| 2001 | 4277          |

## Geografie
De gemeente ligt op ongeveer 183 m boven zeeniveau.
Montemesola grenst aan de volgende gemeenten: Crispiano, Grottaglie, Martina Franca, Statte, Tarente.